# Eloy Linares Málaga

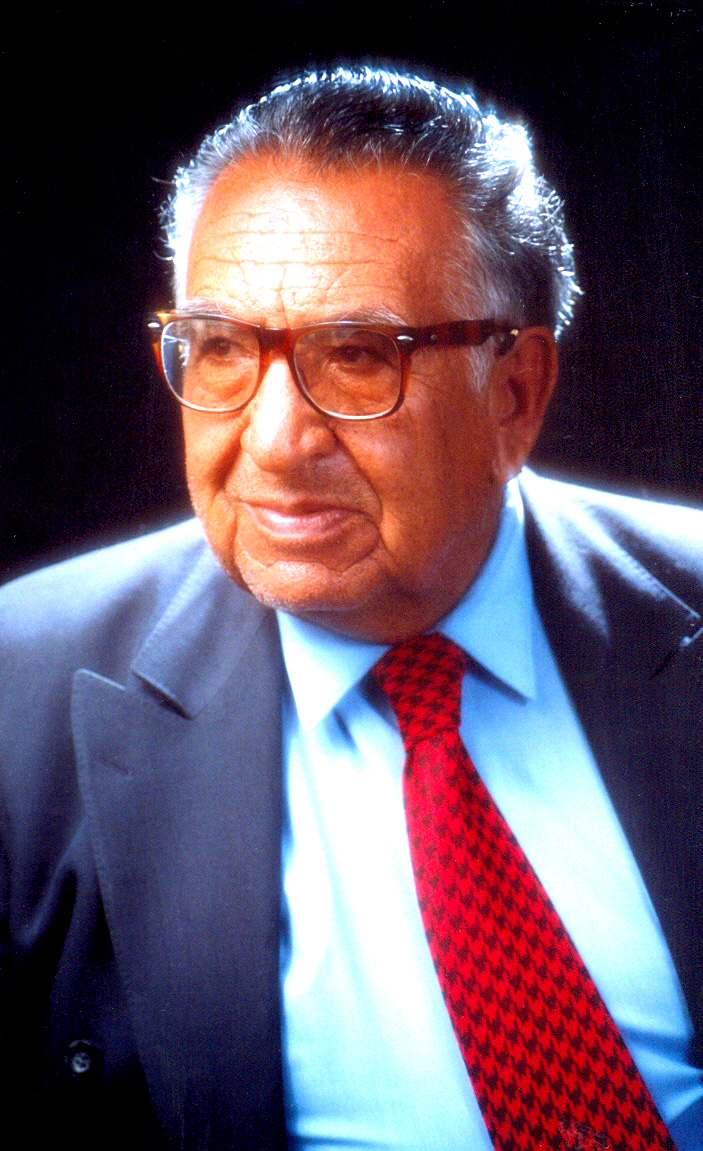
Dr. Eloy Linares Málaga

Eloy Linares Málaga (Yarabamba, 27 de junio de 1926 - Arequipa, 17 de enero de 2011) fue un historiador peruano que localizó numerosos lugares arqueológicos, entre ellos, los petroglifos de Toro Muerto.

## Biografía
Eloy Linares Málaga nació en la villa de Yarabamba el 27 de junio de 1926. Obtuvo el grado académico de Doctor en Historia, Geografía y Ciencias Sociales en la Universidad Nacional de San Agustín de la ciudad de Arequipa. También hizo su posgrado en las universidades de Berlín y Munchen de Alemania y fue becado por la OEA en México para perfeccionarse en museología, museografía y museotecnia.
Fue director del museo de la Universidad Nacional de San Agustín y director honorario del Museo Municipal, así como decano de las facultades de Educación y Medicina. Ocupó también el cargo de director regional de Turismo.

## Obras
- El Antropólogo Alemán Friedrich Max Uhle: Padre de la Arqueología Andina (1964)
- Razones por las cuales debe llamarse al estilo tricolor del sur Juli y no Churajón (1973)
- La necrópolis de Tres Curces y el estilo Juli (1980)
- Prehistoria de Arequipa (1990)
- Nuestra leche, Gloria y el Desarrollo Ganadero del Sur (1993)
- Lo que Arequipa ofrece al mundo: Síntesis de la prehistoria e historia de la ciudad de la piedra blanca (1996)
- Un descubrimiento inesperado
- Arte Rupestre en el Perú
- Arequipa, Tierra Mía
- Visita Guiada para conocer desde Arequipa el Valle del Colca
- El Libro de piedra de Toro Muerto
- Historia crítica de los museos en Arequipa (2005)

Entre sus aportes más importantes a la cultura peruana, se encuentra la localización de ochocientos lugares arqueológicos en la región Arequipa, siendo el de mayor relevancia los petroglifos de Toro Muerto, sitio que ha sido considerado como el repositorio más grande del mundo de arte rupestre. Eloy Linares Málaga representó al Perú en diversos foros internacionales desde los años 80 y recibió la Medalla de Oro de la ciudad de Arequipa y las municipalidades provinciales de Camaná, Caravelí y Caylloma.